# 10689 Pinillaalonso
10689 Pinillaalonso este o planetă minoră (asteroid), cu un diametru de 12,679 km, din centura de asteroizi. A fost descoperită pe 28 februarie 1981 la Observatorul Siding Spring de Schelte J. Bus și a fost numită după Noemí Pinilla-Alonso⁠(d). 
Obiectul prezintă o orbită caracterizată de o semiaxă mare de 3,2159714 UAi, o excentricitate de 0,08, o înclinație de 21,9785 ° în raport cu ecliptica.